# Extravehicular Mobility Unit

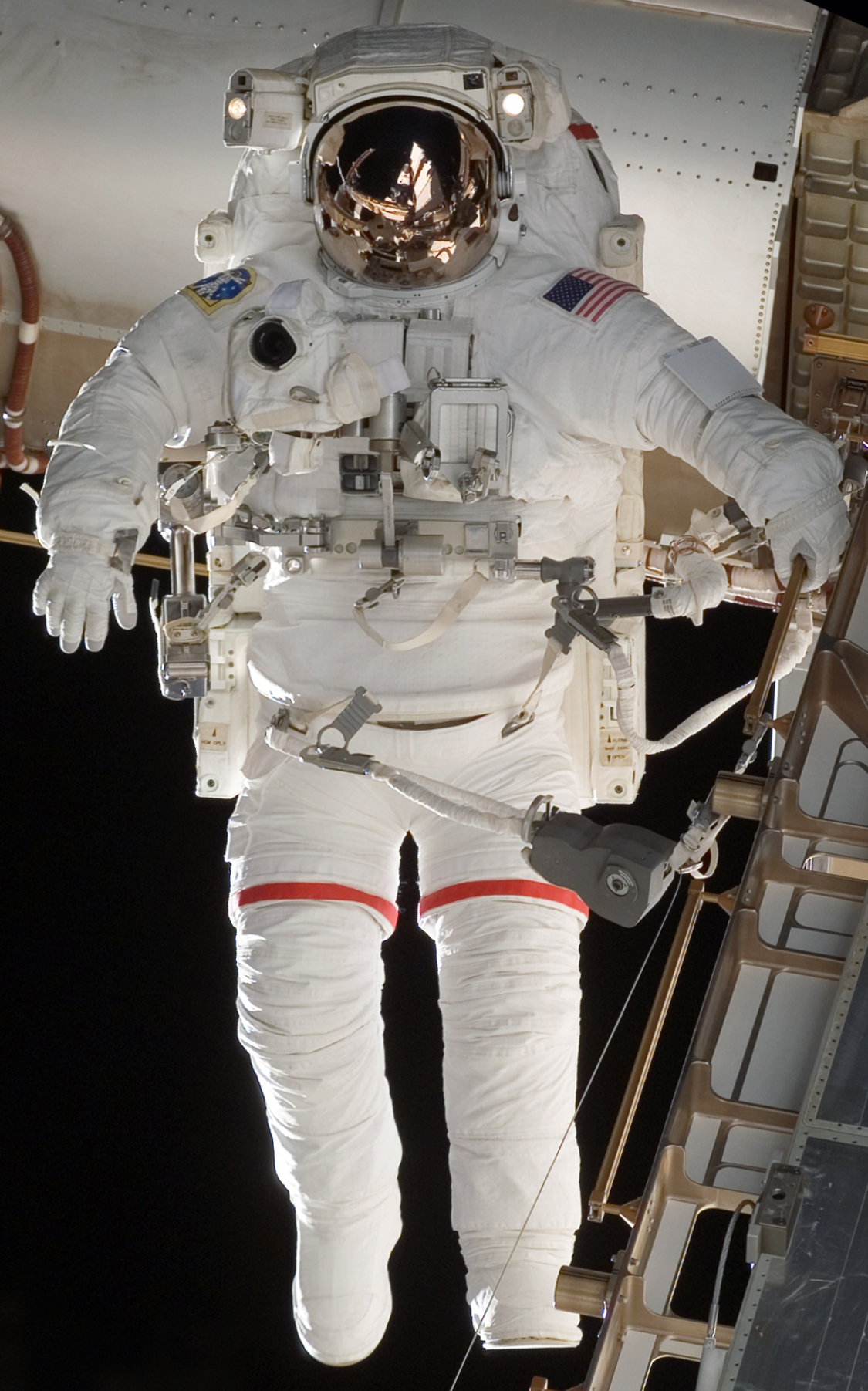
Un'EMU. La tuta è bianca per riflettere la luce solare con il duplice scopo di limitarne il riscaldamento e risaltare sul nero dello spazio. Le bande colorate sulle gambe (rosse in questo caso) servono per identificare gli astronauti.

L'Extravehicular Mobility Unit (EMU) (in italiano sistema per la mobilità extraveicolare) è una tuta spaziale semi-rigida modulare di fabbricazione statunitense che isola e protegge dall'ambiente esterno gli astronauti impegnati in attività extraveicolari in orbita terrestre. Introdotta all'inizio degli anni ottanta per le missioni dello Space Shuttle, è tuttora usata, insieme alla russa Orlan, dagli equipaggi della Stazione spaziale internazionale (ISS).

## Storia
Contemporaneamente allo sviluppo dello Shuttle, la NASA iniziò a studiare l'impiego di una nuova classe di tute spaziali riutilizzabili più robuste, compatte e confortevoli rispetto a quelle fino ad allora impiegate per le attività extraveicolari. Tra il 1971 ed il 1974 la NASA verificò quali fossero le soluzioni tecnologiche migliori per la costruzione di un'EMU. In una seconda fase (1974-75), furono stabiliti nel dettaglio i requisiti di base delle nuove tute, mentre, nel febbraio del 1976, fu emesso dalla NASA il bando per la fornitura delle tute secondo le specifiche richieste. Nel frattempo, nel 1975, la ILC Dover insieme alla Hamilton Standard si erano aggiudicate la commessa relativa alla fornitura di un sistema (chiamato Personal Rescue Enclosure) per il recupero ed il trasferimento di emergenza dell'equipaggio da un veicolo ad un altro o in caso fosse necessario depressurizzare la cabina durante il volo che, però, non troverà ulteriore sviluppo. La ILC e la Hamilton Standard, comunque, vinsero anche la gara del 1976 con il loro prototipo di tuta SX-1 (Shuttle EXperimental #1). Sulla base di quel prototipo, tra il 1977 ed il 1979 furono introdotte diverse modifiche che diedero vita, nel 1980, alla versione denominata Shuttle Extravehicular Mobility Unit. Le prime unità furono consegnate alla NASA il 4 dicembre 1981 mentre il primo impiego operativo durante un'EVA si ebbe il 6 aprile del 1983 durante la missione STS-6.
Seguirono diverse missioni dello Shuttle in cui furono usate queste tute, in particolare per la riparazione del telescopio spaziale Hubble dove per ogni volo erano necessari quattro set di tute (insieme ai relativi pezzi di ricambio).
Con la costruzione in orbita della Stazione Spaziale, la Hamilton Sundstrand e la ILC modificarono ulteriormente il disegno della tuta in modo da estenderne la vita operativa a due anni (poi ulteriormente estesa) in modo da non doverle sostituire ad ogni avvicendamento di equipaggio a bordo della stazione. Furono migliorate l'autonomia delle batterie, le telecamere e le radio oltre all'introduzione di una batteria addizionale per il riscaldamento dei guanti.
Furono costruite in tutto 18 unità di cui, ad aprile 2017, ne restavano operative 11.

## Tecnica

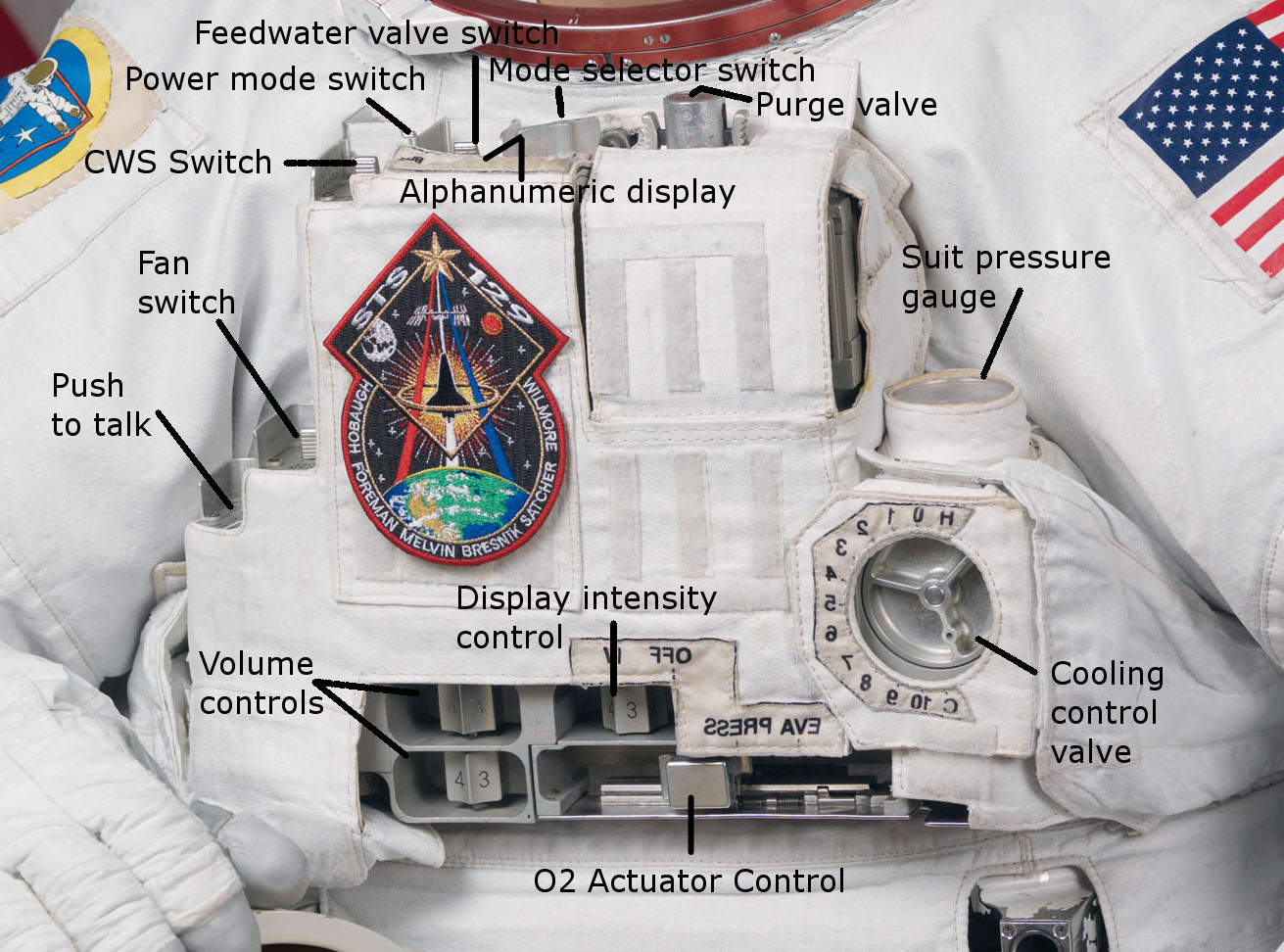
Il modulo di controllo dell'EMU (DCM).

L'EMU fu progettata fin dall'inizio con una filosofia modulare, che permetteva la sostituzione o anche il ridisegno di singoli elementi senza dover modificare la struttura complessiva. Consiste, nella sua parte più esterna che mantiene la pressurizzazione, di un corpo superiore rigido (Hard Upper Torso o HUT), un sistema di supporto vitale (Primary Life Support System o PLSS) che incorpora la parte elettronica della gestione del supporto vitale, di una sezione per le braccia, una per i guanti, un casco trasparente a bolla, un sistema di visori (Extravehicular Visor Assembly o EVVA), un modulo inferiore flessibile (Lower Torso Assembly o LTA) che comprende il sistema di aggancio con l'HUT, le gambe e gli stivali.
L'astronauta deve preventivamente indossare un Maximum Absorbency Garment o MAG (praticamente un pannolone) e una calzamaglia su cui va indossato il Liquid Cooling and Ventilation Garment (LCVG) costituito da tubi di plastica trasparenti al cui interno scorre dell'acqua per controllare la temperatura corporea ed altre tubazioni di ventilazione. Il modulo che contiene le cuffie per le comunicazioni (Communications Carrier Assembly o CCA, chiamato informalmente anche Snoopy cap) viene indossato una volta che la parte superiore (HUT) ed inferiore (LTA) della tuta sono connesse tra loro e al LCVG. Dopo che sono stati indossati casco e guanti la tuta viene pressurizzata.
A partire dal 1994 venne introdotto un modulo aggiuntivo costruito dalla NASA, il Simplified Aid for EVA Rescue o SAFER, costituito da un jet pack da usarsi solo in caso di emergenza da un astronauta che si dovesse trovare alla deriva nello spazio per riavvicinarsi alla navetta o alla stazione spaziale.

### Pressurizzazione
Dal momento che la robustezza della tuta dipende dalla differenza di pressione che deve sopportare nelle condizioni di funzionamento, per minimizzare i pesi e, conseguentemente, impiegare strutture più flessibili e confortevoli, la NASA richiese nelle specifiche di progetto che la pressione di esercizio fosse inferiore a circa 30 kPa (0,3 atmosfere). A questa pressione, però, è necessario utilizzare ossigeno puro per evitare l'ipossia che invece si avrebbe respirando aria (miscela di azoto al 78% e ossigeno al 21%).
La pressione dell'aria all'interno della ISS (così come era in quella degli Shuttle) è normalmente mantenuta pari a quella terrestre per garantire il comfort degli occupanti. Per evitare all'astronauta che doveva utilizzare la tuta gravi patologie da decompressione come l'embolia gassosa arteriosa, nelle 24 ore precedenti l'attività extraveicolare la pressione degli Space Shuttle veniva abbassata da 1 a 0,7 atmosfere. Nei 45 minuti precedenti l'attività extraveicolare, l'astronauta, per smaltire l'azoto presente nel sangue, respirava ossigeno puro. Sulla ISS, invece, la pressione interna non viene abbassata, ma l'astronauta, per liberarsi dell'azoto sciolto nel sangue, deve respirare ossigeno puro per 4 ore prima dell'EVA.

## Incidenti
Dall'inizio della fase di progettazione e test iniziale degli anni settanta fino ad aprile 2017 sono stati registrate più di 3400 anomalie nelle operazioni a terra ed in orbita. La stragrande maggioranza di queste sono state classificate come eventi di limitato impatto (come lo spellamento superficiale di guanti o filettature dell'aggancio stivale lente), ma, durante le 204 passeggiate spaziali, sono accaduti 27 "incidenti significativi" quali danneggiamento di guanti, anomalie nella gestione della temperatura interna e spillamento di acqua nel casco.
Il 18 aprile 1980, durante una prova in laboratorio per la certificazione di una tuta, si sviluppò una violenta fiammata nel modulo in cui erano alloggiati i regolatori di ossigeno. L'incendio provocò ustioni a due tecnici presenti nell'area di prova, nonché la vaporizzazione completa dei regolatori (in alluminio) e la combustione dei tessuti della tuta. La causa dell'incendio non fu completamente chiarita, ma i regolatori di alluminio furono comunque sostituiti con altri in monel, una lega resistente anche a combustioni in ossigeno puro.
Il 16 luglio 2013, durante un'attività extraveicolare (EVA 23) a bordo della Stazione spaziale internazionale, si verificò un inconveniente al Primary Life Support System della tuta dell'astronauta Luca Parmitano. A seguito dell'ostruzione di un condotto del separatore d'acqua, l'acqua di condensa si riversò nel circuito di ventilazione accumulandosi gradualmente in corrispondenza dell'elmetto dell'astronauta. Nell'arco di una decina di minuti la quantità d'acqua cominciò a rendere difficoltoso il proseguimento dell'EVA, dal momento che l'acqua, in assenza di gravità, tendeva ad aderire sul viso dell'astronauta coprendo occhi naso e bocca ed impedendogli, di conseguenza, di vedere e respirare correttamente oltre che bagnare le cuffie ed il microfono rendendo impossibile le comunicazioni. L'EVA fu quindi interrotta e Parmitano, aiutato dall'altro astronauta impegnato nella passeggiata spaziale (Chris Cassidy) riuscì faticosamente a riguadagnare la via per l'ingresso della Stazione. Una volta dentro fu aiutato dagli altri componenti dell'equipaggio ad asciugare l'acqua che gli ricopriva il viso.
Il 15 gennaio 2016 l'astronauta Tim Kopra durante un'EVA sulla ISS ha avuto lo stesso problema di Luca Parmitano, rilevando presenza di acqua all'interno del casco. La EMU utilizzata da Kopra era la stessa che aveva utilizzato Parmitano.
Dei 18 PLSS costruiti, uno andò distrutto nell'incidente di laboratorio del 1980, due con il Challenger, due con il Columbia e uno nella missione cargo SpaceX CRS-7. Uno fu costruito per la sola certificazione e non è idoneo all'impiego operativo. Dal momento che, per motivi di costi, la costruzione di nuove unità è stata esclusa, le rimanenti 11 corrispondono ad altrettante tute disponibili all'impiego. Di queste, 4 sono efficienti a bordo della ISS e le altre 7 sono in  manutenzione e revisione a terra.

## Dati tecnici

### Baseline EMU
Il primo modello di EMU fu utilizzato nelle missioni Shuttle dalla STS-6 (1983) alla STS-110 (2002).
- Costruttore:ILC Dover (tuta) e Hamilton Standard (sistema di supporto vitale)
- Tempo di funzionamento: 8 ore
- Tempo di funzionamento emergenza: 30 minuti
- Pressione interna: 29,6 kPa[7]
- Massa totale (Shuttle EMU): 124,7 kg
- Massa totale: 115 kg

### Enhanced EMU
Il modello aggiornato è stato utilizzato a partire dal 1998 ed è attualmente impiegato a bordo della Stazione Spaziale Internazionale.
- Costruttore: ILC Dover (tuta), Hamilton Standard (sistema di supporto vitale) e NASA (modulo di recupero di emergenza SAFER)
- Tempo di funzionamento: 8 ore
- Tempo di funzionamento emergenza: 30 minuti
- Pressione interna: 29,6 kPa[7]
- Massa totale (Shuttle EMU): 124,7 kg
- Massa totale (ISS EMU): 145 kg
- Costo stimato per esemplare completo: 12 milioni di dollari[6]
- Vita operativa: 25 attività extraveicolari o 6 anni[8]